# Agriarctos
Agriarctos — викопний рід триби Ailuropodini з підродини Ailuropodinae родини Ведмедеві. Мешкали в міоцені. Мав 5 видів.

## Опис
Повного скелета не виявлено. Розміром ймовірно були схожі на сучасних велетенських панд. Характеризується сильним розвитком дистальних кісток премолярів, які зазвичай слабо розвинені або відсутні у більшості Ursoidea, а також переднім розташуванням метаконіду m1.

## Спосіб життя
Мешкали у гірських місцевостях та лісах. Живилися різними видами м'яких рослин й можливо частково тваринною їжею.

## Розповсюдження
Знайдено в регіоні Хатван (Угорщина), в Гау-Вайнгайм і Цоллернальб (Німеччина), північній Болгарії та на о. Евбея в Греції.